# Annette Eick
Annette Eick (Berlín, 13 de septiembre de 1909 - Devon, 25 de febrero de 2010) fue una escritora y periodista lesbiana judía alemana.

## Biografía
Escribió poemas y cuentos para la revista lésbica Garçonne. Después de que los nazis llegaran al poder en 1933, tuvo que dejar el periodismo y trabajó como ama de llaves y niñera. Después de los pogromos de noviembre de 1938, durante los que vivió el ataque de los nacionalsocialistas al campo de concentración de Hachshara para emigrantes judíos en Havelberg, huyó a Londres. Sus padres fueron asesinados en el campo de concentración de Auschwitz.
Eick trabajó como ama de llaves en Londres y allí conoció a su pareja, Gertrud Klingel. Se mudaron a Devon, donde tuvieron un jardín de infancia y Eick comenzó a escribir poesía nuevamente. Su volumen de poesía Immortal Muse se publicó en 1984 y sirvió de base para el cortometraje The Immortal Muse, dirigido por Jules Hussey, en 2005.
Eick se dio a conocer a través de su participación en el documental Paragraph 175 de 2000, que cuenta las historias de cinco hombres gais y una mujer lesbiana (Eick) que fueron perseguidos por los nazis el artículo 175.
La mayoría de sus obras no han sido publicadas.

## Rerencias
1. ↑  «Nachruf auf Annette Eick». L-MAG - Das Magazin für Lesben. 11 de mayo de 2017. Archivado desde el original el 11 de mayo de 2017. Consultado el 20 de febrero de 2019.
2. ↑  Schoppmann, Claudia (2005). «Annette Eick (born 1909)». Lesbangeschichte.
3. ↑  «ANNETTE EICK». funeral-notices.co.uk (en inglés). Consultado el 20 de febrero de 2019.
4. ↑  Annette Eick en Internet Movie Database (en inglés).
5. ↑  «Annette Eick obituary». The Guardian (en inglés británico). 26 de abril de 2010. Consultado el 20 de febrero de 2019.